# New Durham
New Durham är en kommun (town) i Strafford County i delstaten New Hampshire, USA med 2 638 invånare (2010). 